# Ligamento radiocarpiano palmar
El ligamento radiocarpiano palmar ( ligamento anterior, ligamento radiocarpiano volar ) es una banda membranosa ancha, unida por encima del extremo distal del radio, al escafoides, al semilunar y al piramidad de los huesos del carpo en la muñeca. Algunas veces continua hasta el hueso grande. 
Además de esta amplia banda membranosa, existe un fascículo redondeado, superficial al resto, que se extiende desde la base del proceso estiloides del cúbito hasta los huesos semilunar y triangular. 

## Perforaciones
El ligamento está perforado por aberturas para el paso de vasos 

## Relaciones
Está unido, por delante, con los tendones del flexor profundo de los dedos y el flexor largo del pulgar . 
Por detrás se adhiere estrechamente al borde anterior del disco articular de la articulación radiocubital distal. 

## Componentes
Algunas fuentes descomponen el ligamento en las siguientes partes: radiolunato, radiocapitado, radiotriquetral y radioscafoide.  
Otras fuentes combinan el radioscafoide y el radiocapitado en un "radioscafocapitado".